# Rijksbeschermd gezicht Buren
Gezicht Buren is een van rijkswege beschermd stadsgezicht in Buren in de Nederlandse provincie Gelderland. Het gebied werd op 13 mei 1968 definitief aangewezen. Het beschermd gezicht beslaat een oppervlakte van 71 hectare.
Panden die binnen een beschermd gezicht vallen krijgen niet automatisch de status van beschermd monument. Wel zal de gemeente het bestemmingsplan aanpassen om nieuwe ontwikkelingen in het gebied te reguleren. De gezichtsbescherming richt zich op de stedenbouwkundige en cultuurhistorische waardering van een gebied en wil het toekomstig functioneren daarvan veiligstellen.